# 石虎塘航电枢纽工程
石虎塘航电枢纽工程，位于赣江中游吉安市市区与泰和县城之间，是一个以航运为主，兼顾发电、防洪等综合效益的航电枢纽工程，坝址座落泰和县万合乡石虎塘村附近的赣江上，属二等大（二）型水电枢纽工程。设计正常蓄水位56.50米，水库总库容约6.32亿立方米，正常蓄水位时水库面积29.2平方公里，回水长度38公里，装机容量117兆瓦，平均年发电量为 4.8亿千瓦‧時，工程总投资22.27亿元。